# Расследования комиссара Мегрэ
Расследования комиссара Мегре (итал. Le inchieste del commissario Maigret) — итальянский телесериал, транслируемый в 1964—1972 годах. Выполненный в чёрно-белом, сериал имел большой успех: последний сезон смотрели восемнадцать с половиной миллионов зрителей.

## Сюжет
Сюжеты серий взяты из публикаций Жоржа Сименона о комиссаре Мегрэ.